# Arquíloc
Arquíloc (en grec antic Ἀρχίλοχος Arkhilokhos; en llatí Archilocus, c. 680 – c. 645 aC) va ser un poeta grec natural de l'illa de Paros. Va ser pioner en l'àmbit de la lírica en ser el primer poeta grec que va compondre versos iàmbics segons regles prefixades.

## Història
Era descendent d'una família noble de Paros que exercien com a sacerdots a l'illa. Era net de Tel·lis, que va introduir el culte a Demèter a Tasos, i fill de Telesicles, al qual l'oracle de Delfos va predir un fill immortal. La seva mare, en canvi, era una esclava, de nom Enipo.
Ja va guanyar un premi de molt jove (abans del 700 aC) per un poema dedicat a Demèter. Després es va arruïnar i es va haver de traslladar a Tasos, amb una colònia, i enrolar-se com a mercenari. Allí va escriure alguns versos en relació amb el seu amor per Neobule. El pare d'ella, Licambes, primer va autoritzar el prometatge de la parella i més tard s'hi va negar. Desenganyat i abatut pel tracte que va rebre, utilitza la poesia per a atacar tota la família de Licambes, en un poema que va recitar en un festival de Demèter, acusant el pare de perjuri i a les seves filles de descarades. El poema va causar tal efecte que es diu que les filles es van penjar per vergonya. La rancúnia que manifesta en els seus versos cap a la seva illa natal, segurament es deu al fet que era menyspreat per ser fill d'una esclava. A tasos tampoc no era feliç, i pintava un quadre melancòlic del lloc on va viure.
Durant la seva feina de mercenari va perdre l'escut en un combat contra els tracis del continent, i aquest fet, normalment poc honorable, no li va impedir fer-ne uns versos en què es ridiculitzava a si mateix i on presentava la guerra amb un bon grau de cinisme, tenint com a precedent el poema que Alceu va fer en circumstàncies similars. Plutarc diu que va ser desterrat d'Esparta en el mateix moment en què hi va arribar, perquè en els seus poemes deia que era millor perdre els braços que morir en combat. Valeri Màxim, per la seva banda, diu que els seus poemes van ser prohibits a Esparta pel seu contingut llicenciós, i sobretot per l'atac a Licambes i a les seves filles.
Va guanyar un premi a Olímpia pel seu himne a Heracles, un himne que després cantaven els guanyadors dels Jocs Olímpics en la seva processó triomfal. La seva fama es va estendre per tota Grècia. El seu caràcter inquiet va propiciar que viatgés per molts llocs, però d’aquests viatges no en queda constància. Va visitar Siris, a la Magna Grècia i d'aquesta ciutat és l'única que en parla molt bé. Quan va tornar a Paros va participar en la guerra de l'illa contra Naxos, en què va morir a mans de Calondes o Corax. L'Oracle de Delfos que li havia promès al seu pare un fill immortal, va pronunciar en aquell moment una maledicció del seu assassí, dient que havia matat «un servent de les Muses».
Arquíloc va compartir amb els seus contemporanis Taletes i Terpandre l'honor de divulgar la poesia lírica per tota Grècia. Se li atribueix la invenció de la poesia elegíaca, invenció que també s'atribueix a Cal·lí d'Efes, però no hi ha dubte que va sobresortir en la poesia d'aquesta temàtica. Melèagre l'inclou en la seva Garlanda.